# 亞歷山德拉·大衛-尼爾

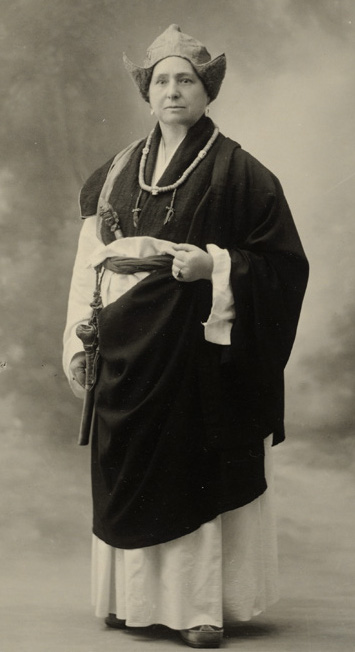
亞歷山德拉·大衛-尼爾1933年穿喇嘛装照片

亞歷山德拉·大衛-尼爾（法語：Alexandra David-Néel；出生名路易絲·歐仁妮·亞歷山德拉·瑪麗·大衛 (Louise Eugénie Alexandrine Marie David)；1868年10月24日—1969年9月8日），中文旧称達衛德尼爾夫人，法国著名女探险家、记者、作家、藏学家、东方学家、歌剧歌手、共济会会员。她是一位佛教徒，在1924年作为第一位进入西藏拉萨的欧洲女性而举世闻名。

## 生平简介

### 青少年时期

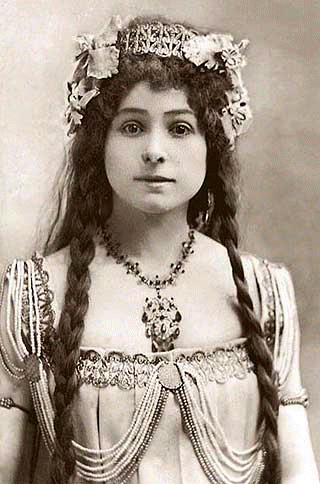
1886年照片

亞歷山德拉·大衛-尼爾生于圣芒代，是家中的独生女，其父亲路易·大卫是小学教师、共济会会员，1848年革命时期为共和党党员，其母亲是具有斯堪的纳维亚和西伯利亚血统的比利时天主教徒。她15岁以后曾多次修苦行：禁食、自我折磨等等。为了成为东方学家，21岁时到伦敦学了一年英语，回法国后开始在法国公学院和高等研究应用学院学习梵文和藏文。

### 歌唱演员
在父亲的促使下，她进入布鲁塞尔皇家音乐学院学习钢琴和唱歌。在1895-1896和1896-1897赛季，她为了帮助家計，擔任河内（印度支那）歌剧院的第一歌手。在1897年至1900年间，她在巴黎跟钢琴家让·欧斯东一起生活，他们共同写出了抒情剧“利迪娅”。1899年11月至1900年1月她在雅典歌剧院演唱，7月以后到突尼斯歌剧院演唱，在那里她遇到了远房表兄菲利普·尼尔，突尼斯铁路局总工程师，他后来成了她的丈夫。

### 婚姻生活
1904年8月4日，36岁的她在突尼斯嫁给了菲利普·尼尔，实际上自1900年9月15日起，他们已经同居。他们的生活中有时有暴风雨，但基本上是相互尊重的。这桩婚姻于1911年8月9日中断，因为她要第三次访问印度（1911年至1925年），说的是一年半返回，实际上待了十四年。她不想要孩子，她意识到母亲的角色会使她无法独立，不能从事自己的探索和研究。在1925年5月她回来后没几天就又走了，也说不定有她带回探险同伴--年轻的喇嘛庸登（或譯雍殿）的因素，1929年她把庸登收为养子。
然而，夫妻双方分离后一直保持着通信联络，直到1942年2月菲利普·尼尔去世。据传说，她的丈夫是她的资助人，但事实并非如此。她们结婚时，她已有一笔财富。在1911年，法国三个部委资助她的旅行。她倒是通过大使馆请她的丈夫代管其资产。

### 印度、西藏之行
1912年到达锡金，跟锡金王子建立了友谊，为了更好地了解佛教，参观了当地的一些佛教寺庙。1914年在一座庙里，她遇到了15岁的庸登，也就是她未来的得力随从及养子。
1912年4月15日她在噶伦堡觐见了十三世达赖喇嘛，在等待室里她还遇到日本僧人河口慧海，她接受了达赖喇嘛的祝福，他们的交谈是在翻译的帮助下进行的，达赖建议她学习藏文，她听取了这一建议。达赖喇嘛听说她是巴黎唯一的佛教徒时不禁大笑起来，听她说《普曜经》Gyatcher Rolpa 已由藏文译成法文时感到很吃惊。达赖喇嘛回答了她的很多问题，并表示以后会以书面形式继续回答她的问题。
1969年9月8日，她在迪涅逝世，终年100岁。

## 著作
她出版了30餘本著作，其中譯成中文的有：
- Voyage d'une Parisienne à Lhassa（法语：Voyage d'une Parisienne à Lhassa），1927年

大卫·妮尔. . 耿昇译. 西藏人民出版社. 1997年 （中文（中国大陆））.
亞歷珊卓‧大衛‧丹尼爾. . 鮑昕昀譯. 圓神出版社. 1998年  [2016-02-26]. ISBN 9576073065. （原始内容存档于2020-09-17） （中文（臺灣））.
亞歷珊卓‧大衛‧尼爾. . 陳玲瓏譯. 台北市: 馬可孛羅出版社. 2000-11-27  [2016-02-23]. ISBN 9789578278561. （原始内容存档于2020-09-17） （中文（臺灣））.
亚历山德莉娅‧大卫-妮爾著. . 耿昇译. 北京: 东方出版社. 2002年. ISBN 9787506015417 （中文（中国大陆））.
- Le vieux Tibet face à la Chine nouvelle，1953年

亚历山大・达维・耐尔. . 李凡斌, 张道安译. 西藏社会科学院西藏学汉文文献编辑室. 1985年  [2023-03-05]. OCLC 36090469. （原始内容存档于2023-03-05）.

## 荣誉
曾获中华民国七等（襟绶附勋表）景星勋章。

### 引用
1. ↑  .   [2016-02-09]. （原始内容存档于2007-09-07）.
2. 1 2  . 成文出版社 （中文（臺灣））.

## 外部連結
- 法國女藏學家大衛妮爾傳 （页面存档备份，存于）
- WorldCat 聯合目錄中亞歷山德拉·大衛-尼爾的著作或與之相關的著作
- A Mystic in Tibet - Alexandra David-Neel（页面存档备份，存于）